# Thornton Steward
Thornton Steward – wieś w Anglii, w hrabstwie North Yorkshire, w dystrykcie (unitary authority) North Yorkshire. Leży 56 km na północny zachód od miasta York i 326 km na północ od Londynu.